# Hypnerotomachia Poliphili

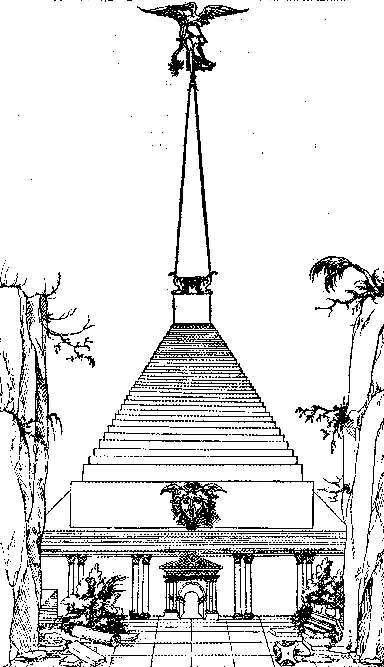
Holzschnitt aus Hypnerotomachia Poliphili (Tempel mit Obelisk)

Hypnerotomachia Poliphili ist der Titel eines rätselhaften, viel gelesenen und einflussreichen Romans aus der Renaissance, der in seiner Erstauflage 1499 in Italien erschien. Er wurde in Venedig in der Offizin von Aldus Manutius gestaltet, gesetzt und gedruckt. Als Autor gilt ein Francesco Colonna, dessen Identität umstritten ist. In Betracht kommen der venezianische Dominikaner Francesco Colonna oder ein gleichnamiger römischer Adliger, Herr von Palestrina in Lazio unweit von Rom. Möglicherweise handelt es sich auch um dieselbe Person.

## Titel
Der rätselhafte Titel ist schwierig zu übersetzen. In der deutschen Sekundärliteratur wird er einfach, jedoch unzureichend mit Der Traum des Poliphilo übersetzt. Diese Übersetzung folgt der französischen des 16. Jahrhunderts unter dem Titel: Le songe de Poliphile. Die 1592 publizierte fragmentarische englische Ausgabe ist da aufschlussreicher und trägt den Titel The Strife of Love in a Dream (‚Der Kampf der Liebe in einem Traum‘). Angemessen übersetzen müsste man den Titel mit Poliphilos Liebeskampftraum, wobei das deutsche Nominalkompositum dem griechischen entspräche.
Der im Titel genannte Name des Protagonisten Poliphilo ist eine aus dem Griechischen entlehnte Metapher und bedeutet in etwa: Der viele/vieles Liebende. Bereits der Titel verrät einiges über den Inhalt, es geht um einen Liebestraum. Es wäre jedoch zu kurz gegriffen, das Werk einfach als eine Fortentwicklung des Romanzo d’amore in der Tradition von Boccaccio zu bezeichnen, der Inhalt ist weitaus vielschichtiger und philosophisch komplexer.

## Inhalt

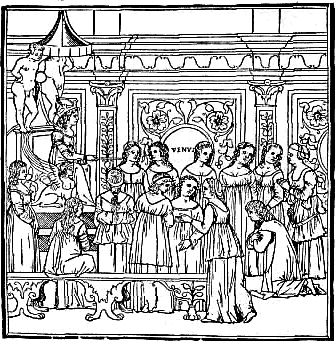
Holzschnitt aus Hypnerotomachia Poliphili (Poliphilo begegnet der Nymphe Eleuterylida)

Poliphilo träumt von seiner Geliebten Polia, die ihm ständig ausweicht. Er macht sich auf die Suche nach der sagenhaften Liebesinsel Kythera, um sich dort mit ihr zu vereinen. Unterwegs verirrt er sich in einem Wald, schläft ein und träumt. Der ungewöhnliche Kunstgriff des Autors ist die nun folgende Schilderung eines Traumes in einem Traum. Poliphilos traumhafter Weg nach Kythera führt ihn zu zauberhaften Wäldern, Grotten, Ruinen, Triumphbögen, einer Pyramide, einem luxuriösen Bad und einem Amphitheater. Er begegnet Fabelwesen, Allegorien, Faunen, Nymphen, Göttern und Göttinnen und wandert durch prächtige Paläste und paradiesische Gärten.
Schließlich trifft er die Königin der Nymphen, die ihn auffordert, seine Liebe zu Polia zu erklären. Die Nymphen führen ihn zu drei Türen, unter denen er die richtige auswählen muss. Seine Wahl führt ihn glücklich zu Polia. Die Liebenden werden von den Nymphen zu einem zauberhaften Tempel geleitet, um dort ihr gegenseitiges Liebesversprechen abzugeben. Unterwegs begegnen sie prächtigen Prozessionen, die ihre Liebe feiern. Schließlich werden sie von Cupido nach Kythera, der mythischen Insel der Liebesgöttin Aphrodite, übergesetzt. Sie wird als vollkommener Garten in kreisrunder Form beschrieben, ein Symbol göttlichen Ursprunges. Ein von Marmorstatuen und Orangenbäumen eingefasster Kanal umfließt die Insel. Sie ist von Zypressen gesäumt und in 20 gleich große Segmente aufgeteilt, die jeweils von Rankpflanzen und Wandelgängen umschlossene Motivgärten darstellen. Auf Kythera angekommen, will Poliphilo seine Geliebte in die Arme schließen, doch sie entschwebt wie ein Nebelhauch und alles entpuppt sich als ein Traum.
Diese Rahmenhandlung füllt allerdings nur einen kleinen Teil des Werkes aus. Sie ist lediglich die Bühne und das Verbindungsglied für die ausführlichen und detailbesessenen, teils mehrere Seiten des Buches umfassenden Beschreibungen der zauberhaften Orte und Gebäude, die versteckten Rätsel, Metaphern und philosophischen Gedankenspiele. Höchst bemerkenswert sind auch die seltsamen, detailliert beschriebenen wasser- und windgetriebenen Maschinen, die an die Pneumatika des Heron von Alexandria denken lassen, ebenso wie an die Erfindungen Leonardo Da Vincis.

## Autor
Der Autor ist in dem Buch expressis verbis nicht genannt. Ein Hinweis ergibt sich, wenn man die Initialen, die Anfangsbuchstaben der einzelnen Kapitel, hintereinander liest. Daraus bildet sich das Akrostichon: "POLIAM FRATER FRANCISCVS COLVMNA PERAMAVIT" (Bruder Francesco Colonna hat Polia sehr geliebt). Dabei ist „Polia“ wiederum doppeldeutig. Es ist der Name der Geliebten Poliphilos im Roman und hat gleichzeitig die Bedeutung von „viel/vieles“.
Heute wird mehrheitlich als Autor der an Fragen der Architektur sehr interessierte Francesco Colonna, Spross einer einflussreichen römischen Adelsfamilie, angesehen. Colonna hatte den Tempel von Palestrina restaurieren lassen und den nahe gelegenen Familiensitz wieder aufgebaut, der 1436 von päpstlichen Truppen verwüstet worden war. Er verfügte über die umfassende Bildung für ein solch vielschichtiges Buch und die architektonischen Kenntnisse, die die detaillierten und sachkundigen Beschreibungen der seltsamen Bauten in dem Roman – unter anderem ein Gebäude in Form eines Elefanten, der einen Obelisken trägt – vermuten lassen.
Die philosophischen Grundlagen des Romans sind vor allem ein weltlich gewendeter Neu-Platonismus, in dessen Zentrum die Vorstellung steht, dass Eros die universelle Kraft ist, welche die Beziehungen zwischen dem Menschen ebenso wie die Beziehungen des Menschen zu den Dingen seiner Umwelt (in Gestalt von Wahrnehmung, Eindrücken und Erkenntnis) beherrscht. Dies musste der Kirche suspekt erscheinen und ließ daher den Autor bald in den Verdacht der Ketzerei geraten. Es ist nicht gesichert, auf welche Weise Francesco Colonna die reaktionäre Wendung in der Entwicklung der katholischen Kirche im letzten Drittel des 15. Jahrhunderts seit dem Tod des humanistisch orientierten und aufgeklärten Papstes Pius II. (Enea Silvio Piccolomini) überstanden hat.
Eine neuere These vertritt die Ansicht, dass es sich bei der Hypnerotomachia Poliphili um eine codierte Botschaft handele und der Drucker des Werks, Aldus Manutius, zugleich der Autor gewesen sei.

## Sprachliche Gestaltung
Das Buch ist in einer bemerkenswerten Mischung aus Latein, latinisiertem Italienisch, neu erfundenen Latinismen und dem römischen Italienisch des 15. Jahrhunderts geschrieben, welche die linguistische Kompetenz des Lesers maximal herausfordert. Einige beliebige Textbeispiele aus dem Buch mögen das illustrieren:

“Et ardua cosa è lassare quello che alcuna fiata nel’animo è impresso, enervare non facilmente si pole. D’indi dunque fue lo exordio et origine, che io simplicemente irretito et complicato in queste vilupante rete et fallace decipulo et in questi subdoli, caduci, incerti, fugaci et momentanei laquei et argutie d’amore mancipato.”

oder

“Cum voluptici acti, cum virginali gesti, cum suasivi sembianti, cum caricie puellare, cum lascive riguardature, cum suave paroline illo solaciabonde blandicule me condusseron.”

oder

“Iustissamente se potrebbe concedermi licentemente de dire che nell’universo mundo unque fusseron altre simigliante magnificentissime opere né excogitate né ancora da humano intuito vise, ché quasi diciò liberamente arbitrarei che da humano sapere et summa et virtuosa potentia non aptamente simile insolentia di aedificatura et artificii potersi excitare né di invento diffinire.”

In fachsprachlichen Passagen werden Konstruktionsanweisungen gegeben, wie beispielsweise das Verhältnis von Schriftbreite zu Schrifthöhe aus der Umrechnung eines Kreises in ein Quadrat zu ermitteln sei:

“Et erano eximie littere, exacta la sua crassitudine della nona parte et poco più dil diametro dilla quadratura.”

Daneben gibt es aber auch Stellen (hauptsächlich Inschriften) in Hebräisch, Arabisch und Griechisch sowie ägyptische Hieroglyphen, mathematische Anmerkungen, geometrische und architektonische Konstruktionspläne, neuzeitliche Hieroglyphen und Bilderrätsel. Aufgrund seiner komplexen linguistischen Beschaffenheit dürfte die Zahl der Menschen, die den Roman tatsächlich gelesen haben, überschaubar sein, die Sekundärliteratur ist hingegen recht zahlreich.

## Druck

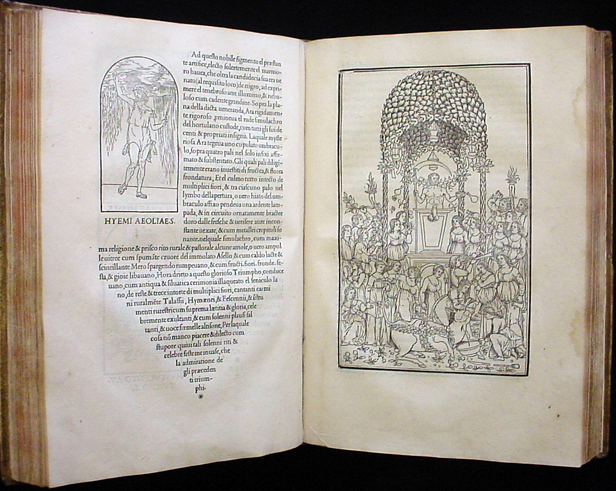
Hypnerotomachia Poliphili: Satz und Illustration im Druck von Aldus Manutius, 1499

Der in der Offizin von Aldus Manutius in Venedig entstandene Druck ist ein bis heute bewunderter Meilenstein der frühen Kunst des Buchdrucks. Die verwendete Schrifttype, die heute zur Schriftklasse französische Renaissance-Antiqua gerechnet wird, ist ähnlich der einige Jahre zuvor verwendeten De Aetna-Type aus der gleichen Offizin. Wie es bei Humanisten üblich war, wurde eine Antiqua-Type und nicht etwa eine gotische Minuskel eingesetzt. Die Antiqua war rund 30 Jahre zuvor von Nicolas Jenson in Venedig auf Basis der humanistischen Minuskel als Satzschrift entwickelt worden. Sie ist heute noch die meistverwendete Schrift für lateinische Alphabete und hat sich nur geringfügig weiterentwickelt. Dadurch wirkt das Druckbild des Buches überraschend modern, was durch die reichhaltige Illustration noch verstärkt wird. Die in den Text integrierten 172 Holzschnitte eines unbekannt gebliebenen Künstlers sind von meisterhafter Ausführung. Die Verwendung von Hieroglyphen sowie hebräischen und altgriechischen Schrifttypen im Druck war ein Novum für diese Zeit. Vergleicht man das Werk mit der nur 43 Jahre älteren Gutenberg-Bibel, so wird der rapide Fortschritt in der Drucktechnik deutlich.
Die von Francesco Griffo geschaffene Antiqua-Schrifttype wurde 1923 für die Monotype Corporation unter dem Namen Poliphilus nachgeschnitten.

## Verbreitung und Bedeutung

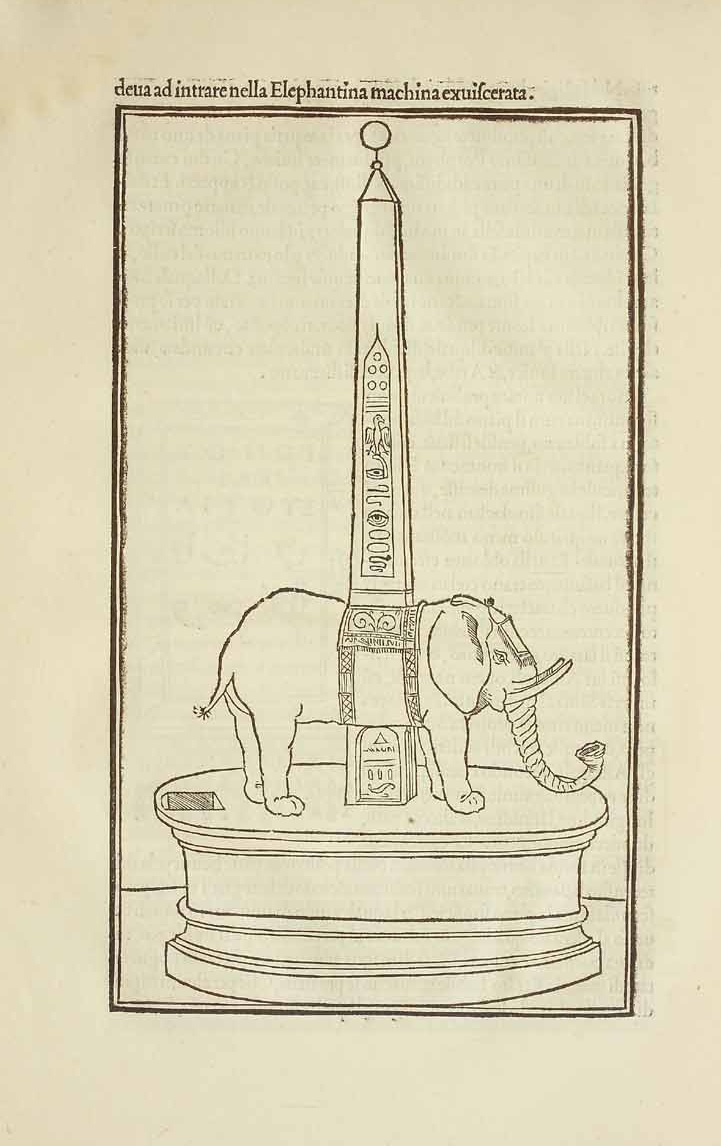
Elefantenobelisk. Holzschnitt aus Hypnerotomachia Poliphili, 1499

Die spanische Literaturwissenschaftlerin und Gartenkünstlerin Emanuela Kretzulesco-Quaranta vertritt die Auffassung, der Inhalt des Buches sei von der unglücklichen Liebe Lorenzos des Prächtigen zu Lucrezia Donati inspiriert worden.
Die 1499 erschienene Erstauflage der Hypnerotomachia Poliphili fand zunächst wenig Beachtung, das Buch war dem Verständnis seiner Zeit weit voraus. Erst die Neuauflage 1545 wurde ein phänomenaler Erfolg.
Die Hypnerotomachia Poliphili war allerdings schon um 1500 von zentraler Bedeutung für die Entwicklung der Renaissance-Hieroglyphik. Großen Einfluss konnte der Roman zudem in der Gartenkunst der Renaissance entfalten. Die ideale Ruinenansicht, beeinflusst von der verfallenen Stadt Rom der Antike, entfaltete sich in der Gartenarchitektur. „Trümmer mächtiger Gewölbe und Kolonnaden, durchwachsen von alten Platanen, Lorbeeren und Zypressen nebst wildem Buschwerk“ sowie topiarische Boskette, Pergolen, Statuen (die es in mittelalterlichen Gärten nicht gab), Obelisken, Amphitheater, Labyrinthe, Kanäle und Springbrunnen sind Elemente aus dem Roman, die in den Lustgärten der Renaissance nachempfunden wurden. Die ars topiaria, die kunstvolle Beschneidung der Bäume und Sträucher, schuf weitere plastische Formen in den Gärten. Besonders deutlich wird dies in den Gartenanlagen der Medici-Villen. Einige weitere Beispiele für den immensen Einfluss des Buches auf die Gartenarchitektur der Renaissance: der Sacro Bosco in Bomarzo, der Garten der Villa Aldobrandini, der Garten der Villa Lante in Bagnaia, der Boboli-Garten in Florenz und der Garten der Villa d’Este in Tivoli. Elemente aus dem Traum des Poliphilo (künstliche Ruinen, Tempel, Nymphäen) sind in der europäischen Gartenkunst bis zum Ende des 18. Jahrhunderts, also noch mehr als zweihundert Jahre später nachweisbar.
Die französische Ausgabe der Hypnerotomachia Poliphili erschien 1546 bei Iaques Keruer in Paris unter dem Titel: Hypnerotomachie, ou Discours du songe de Poliphile, deduisant comme Amour le combat à l’occasion de Polia und wurde ein vieldiskutierter Bestseller in der verschwenderischen, geistreichen und humanistisch gebildeten Umgebung von König Franz I. Das Buch war in Frankreich ein so großer Erfolg, dass bis 1600 drei Neuauflagen entstanden. Die englische Erstausgabe von 1592 war dilettantisch und unvollständig, dennoch überaus erfolgreich. Seit dem Jubiläumsjahr 1999 sind mehrere Komplettübersetzung erschienen: eine moderne italienische als Teil der Ausgabe von Marco Ariani und Mino Gabriele, eine umfassende und wortgetreue englische, eine spanische und eine holländische. Seit 2014 liegt zudem eine deutsche Übersetzung mit in den Text eingefügtem Kommentar von Thomas Reiser vor. 
Der Elfenbein Verlag hat für 2024 eine mit der Erstausgabe seitenidentische Edition angekündigt, die eine neue deutsche Übersetzung von Rafael Arnold mit sämtlichen Illustrationen des Originals kombiniert.

## Rezeption

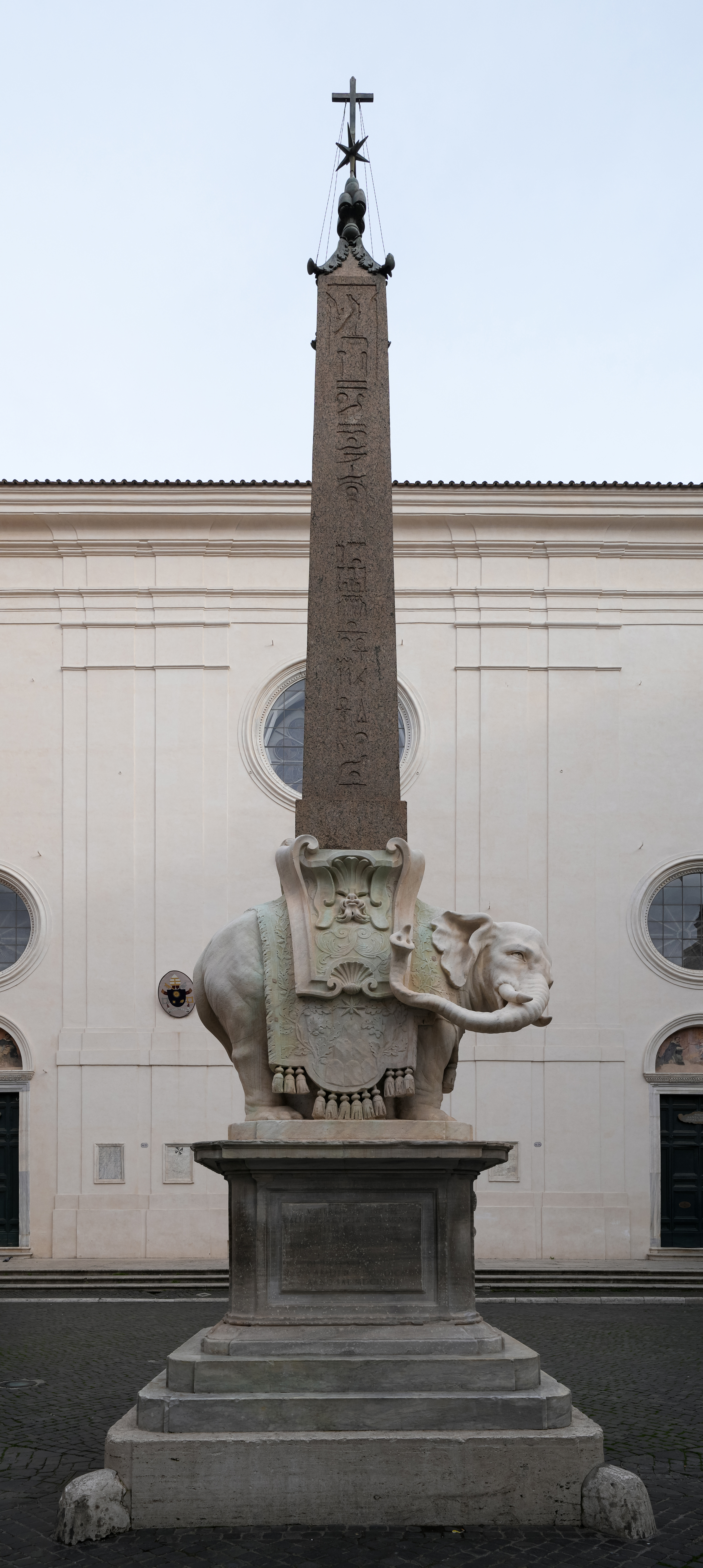
Elefantenstatue vor der Santa Maria sopra Minerva

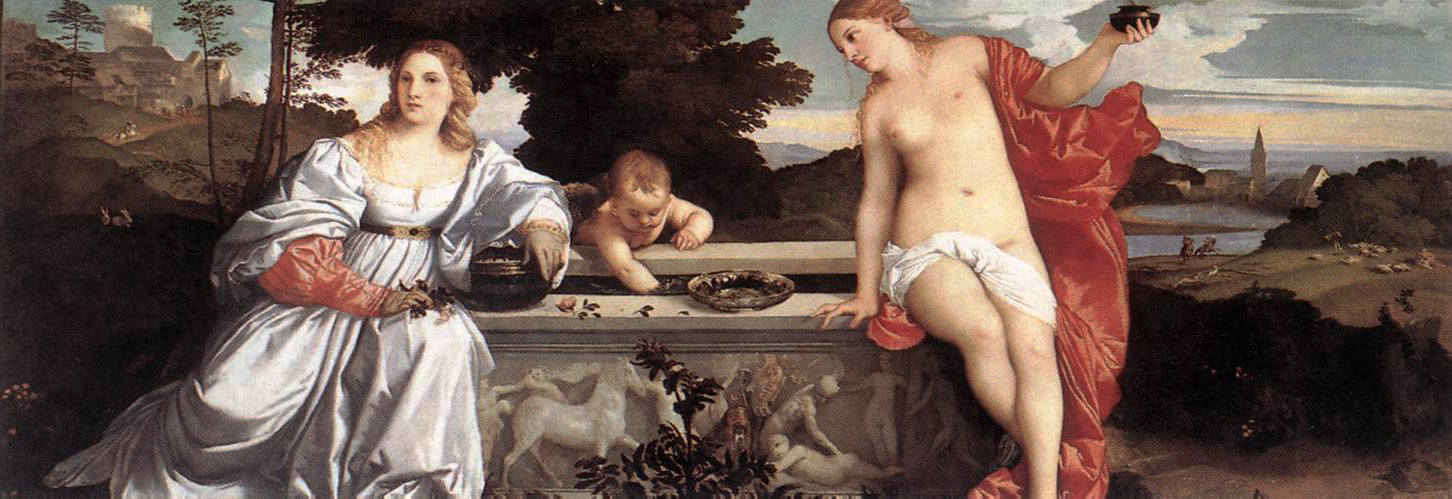
Tizian, Himmlische und irdische Liebe, Gemälde zu Sogno di Polifilo (1515)

Im 17. Jahrhundert war der philosophisch gebildete Papst Alexander VII. (1655–1667) ein großer Bewunderer der Hypnerotomachia Poliphili. Als bei Bauarbeiten auf der Piazza della Minerva in Rom ein antiker Obelisk gefunden wurde, schlug er vor, diesen in die Neugestaltung des Platzes einzubeziehen. Er beauftragte den italienischen Bildhauer Gian Lorenzo Bernini, ein Denkmal zu entwerfen (ausgeführt 1667 von seinem Schüler Ercole Ferrata), bei dem der Obelisk auf einem Elefanten ruht, dessen Vorbild ein in Rom auftretender Jahrmarktselefant war. Das barocke Werk vor der römischen Kirche Santa Maria sopra Minerva wurde vermutlich von dem Roman inspiriert.
1999 hat die Universität Trier der Hypnerotomachia Poliphili eine umfassende, fächerübergreifende Vorlesungsreihe gewidmet.
Der Philosoph und Literaturwissenschaftler Umberto Eco, Experte und auch Sammler von Wiegendrucken, bezeichnete die Hypnerotomachia Poliphili als das vielleicht schönste Buch der Welt.
Der Komponist Alexander Moosbrugger verwendete für seine Oper Wind (Uraufführung 2021) einen Text nach der Hypnerotomachia Poliphili.
Das Werk und seine Deutung beziehungsweise Entschlüsselung ist der Inhalt des Romans "Das letzte Geheimnis" ("The Rule of Four", 2004) von Ian Caldwell und Dustin Thomason.

### Frühe Ausgaben
- Anonym [Francesco Colonna]: Hypnerotomachia Poliphili. Aldus Manutius, Venedig 1499.
- Francesco Colonna: La Hypnerotomachia di Poliphilo. Aldus Manutius, Venedig 1545.

### Moderne Editionen (mit Kommentar)
- Francesco Colonna: Hypnerotomachia Poliphili. A cura di Marco Ariani e Mino Gabriele, Adelphi, Milano 1998 (repr. 2004, 2010), ISBN 88-459-1941-2 [Faksimile der Ausgabe 1499 mit italienischer Übersetzung und ausführlichem Kommentar].
- Francesco Colonna: Hypnerotomachia Poliphili. Edizione critica e commento a cura di Giovanni Pozzi e Lucia A. Ciapponi. Editrice Antenore, Padua 1968 (Nachdruck 1980).

Moderne Übersetzungen
- Francesco Colonna: Poliphilos Liebeskampftraum. Hypnerotomachia Poliphili. Aus dem Italienischen übersetzt und mit einem einleitenden Essay sowie einem Glossar versehen von Rafael Arnold [mit allen Illustrationen des Originals versehene, seitenidentisch eingerichtete deutsche Übersetzung]. Elfenbein Verlag, Berlin 2024, ISBN 978-3-932245-88-6.
- Francesco Colonna: Hypnerotomachia Poliphili aneb Poliphilův boj o lásku ve snu [tschechische Übersetzung von Jindřich Veselý]. Prag 2018, ISBN 978-80-87908-33-4.
- Hypnerotomachia Poliphili Francesca Colonny [polnische Teilübersetzung etwa der ersten 100 Seiten mit literaturgeschichtlicher Einführung, von Anna Klimkiewicz]. Krakau 2015, ISBN 978-83-233-3908-3.
- Francesco Colonna: Hypnerotomachia Poliphili, Interlinearkommentarfassung. Übersetzt und kommentiert von Thomas Reiser [deutsche Übersetzung mit in den Text eingeschobenen Anmerkungen], Breitenbrunn 2014, Reihe: Theon Lykos. Hrsg. von Uta Schedler. Band Ia. ISBN 978-1-4992-0611-1.
- Francesco Colonna: De droom van Poliphilus (Hypnerotomachia Poliphili) [niederländische Übersetzung von Ike Cialona mit Kommentar in 2 Bänden]. Athenaeum – Polak & Van Gennep, Amsterdam 2006, ISBN 978-90-253-0668-7.
- Francesco Colonna: Sueño de Polífilo. Edición y traducción de Pilar Pedraza Martinez [kommentierte spanische Übersetzung] (= El Acantilado. Band 17). Barcelona 1999, ISBN 978-84-95359-05-6.
- Francesco Colonna: Hypnerotomachia Poliphili, The Strife of Love in a Dream. Translated by Joscelyn Godwin. London 1999 [englische Übersetzung, mehrfach nachgedruckt], ISBN 978-0-500-28549-7.

### Sekundärliteratur
- Ludwig Volkmann: Bilderschriften der Renaissance: Hieroglyphik und Emblematik in ihren Beziehungen und Fortwirkungen. Karl W. Hiersemann, Leipzig 1923, S. 49–59
- Silvio Bedini: Der Elefant des Papstes. Klett-Cotta, Stuttgart 2006, ISBN 978-3-608-94025-1, S. 212–213.
- Matteo Burioni: Das Ich der Baukunst. Traumwandlerische Architekturen in der Hypnerotomachia Poliphili. In: Andreas Beyer, Ralf Simon, Martino Stierli (Hrsg.): Zwischen Architektur und literarischer Imagination. Fink, München 2013, S. 357–384 (academia.edu).
- Esteban A. Cruz: Hypnerotomachia Poliphili. Re-discovering Antiquity through the Dreams of Poliphilus. Trafford Publishing, Victoria, BC [u. a.] 2006.
- William S. Heckscher: Bernini’s Elephant and Obelisk. In: The Art Bulletin, Vol. 29, 3, September 1947, S. 155–182.
- Emanuela Kretzulesco Quaranta: Les Jardins du Songe. „Poliphile“ et la Mystique de la Renaissance. Les Belles Lettres, Paris 1986, ISBN 2-251-34480-2.
- Thomas Reiser: Lexical Notes to Francesco Colonna’s ‘Hypnerotomachia Poliphili’ (1499) – Cruces, Contradictions, Contributions. In: Lexis. Poetica, retorica e comunicazione nella tradizione classica 33 (2015), S. 490–525.
- Leonhard Schmeiser: Das Werk des Druckers. Untersuchungen zum Buch Hypnerotomachia Poliphili. Roesner, Maria Enzersdorf 2003, ISBN 978-3-902300-10-2.